# David Stokes
David Stokes (nacido el 28 de mayo de 1982 en Dumfries, Virginia) es un futbolista estadounidense que actualmente juega para el D.C. United de la Major League Soccer.
- Datos: Q5240105
- Multimedia: David Stokes / Q5240105